# بني الحفاش (كعيدنة)

تعديل مصدري - تعديل

بني الحفاش هي إحدى قرى عزلة الغربي بمديرية كعيدنة التابعة لمحافظة حجة، بلغ تعداد سكانها 400 نسمة حسب تعداد اليمن لعام 2004.